# Fußball-Verbandspokal 2006/07
Über den Fußball-Verbandspokal 2006/07 wurden die Teilnehmer der 21 Landesverbände des DFB am DFB-Pokal 2007/08 ermittelt. Die Sieger der Verbandspokale waren zur Teilnahme an der ersten Runde des DFB-Pokals berechtigt. Die drei Landesverbände mit den meisten Herrenmannschaften im Spielbetrieb – Bayern, Niedersachsen und Westfalen – entsendeten zusätzlich jeweils den unterlegenen Finalisten. Somit qualifizierten sich 24 Amateurvereine über die Verbandspokale für den nationalen Pokalwettbewerb.

## Endspielergebnisse
Die Tabelle gibt eine Übersicht über die Verbandspokal-Endspiele der Saison 2006/07. Die Abkürzungen hinter den Vereinsnamen stehen für die Spielklassenzugehörigkeit der gleichen Saison: RL = Regionalliga (3. Liga); OL = Oberliga (4. Liga); VL = Verbandsliga (5. Liga); LL = Landesliga (5. oder 6. Liga).
| Verbandspokal-Endspiele (Saison 2006/07) |                               |                                  |                                |                      |
| Verband | Pokal                         | Sieger                           | Finalist                       | Ergebnis             |
| Baden | BFV-Hoepfner-Cup              | SV Sandhausen (OL)               | TSG 1899 Hoffenheim (RL)       | 1:0                  |
| Bayern 1 | Bayerischer Toto-Pokal        | SV Seligenporten (LL)            | Würzburger FV (OL)             | 1:0                  |
| Berlin | Berliner-Pilsner-Pokal        | 1. FC Union Berlin (RL)          | Köpenicker SC (VL)             | 7:0                  |
| Brandenburg | Brandenburgischer Landespokal | SV Babelsberg 03 (OL)            | Ludwigsfelder FC (OL)          | 3:2                  |
| Bremen | Lotto-Pokal                   | Werder Bremen II (RL)            | FC Oberneuland (OL)            | 0:0, 4:3 i. E.       |
| Hamburg | ODDSET-Pokal                  | SC Victoria Hamburg (VL)         | VfL 93 Hamburg (OL)            | 1:0                  |
| Hessen | Hessen-Pokal                  | SV Darmstadt 98 (RL)             | KSV Klein-Karben (OL)          | 3:0                  |
| Mecklenburg-Vorpommern | Mecklenburg-Vorpommern-Pokal  | TSG Neustrelitz (OL)             | FSV Bentwisch (VL)             | 2:0                  |
| Mittelrhein | FVM-Pokal                     | Bayer 04 Leverkusen II (RL)      | GFC Düren 09 (OL)              | 1:0                  |
| Niederrhein | Diebels-Niederrheinpokal      | Wuppertaler SV Borussia (RL)     | SSVg Velbert (OL)              | 2:0                  |
| Niedersachsen 1 | NFV-Pokal                     | SV Wilhelmshaven 2 (RL)          | VfL Osnabrück(RL)              | 3:1                  |
| Rheinland | Bitburger-Rheinlandpokal      | Eintracht Trier (OL)             | TuS Oberwinter (VL)            | 2:1 n. V.            |
| Saarland | Saarlandpokal                 | Rot-Weiß Hasborn-Dautweiler (OL) | FC 08 Homburg (OL)             | 3:3 n. V., 4:1 i. E. |
| Sachsen | ODDSET-Pokal                  | Dynamo Dresden (RL)              | FC Erzgebirge Aue II (OL)      | 2:0                  |
| Sachsen-Anhalt | ODDSET-Pokal                  | 1. FC Magdeburg II 3 (LL)        | MSV 90 Preussen Magdeburg (VL) | 3:0                  |
| Schleswig-Holstein | SHFV-Lotto-Pokal              | Holstein Kiel (RL)               | TSV Kropp (VL)                 | 9:2                  |
| Südbaden | SBFV-Rothaus-Pokal            | FC 08 Villingen (OL)             | SC Pfullendorf (RL)            | 2:0                  |
| Südwest | Bitburger-Verbandspokal       | Wormatia Worms (OL)              | 1. FC Kaiserslautern II (RL)   | 1:0                  |
| Thüringen | ODDSET-Landespokal            | 1. FC Gera 03 (LL)               | FC Rot-Weiß Erfurt (RL)        | 1:0                  |
| Westfalen 1 | Krombacher-Pokal              | SC Verl (OL)                     | Rot Weiss Ahlen (RL)           | 4:2                  |
| Württemberg | wfv-Verbandspokal             | 1. FC Normannia Gmünd (OL)       | SSV Ulm 1846 (OL)              | 2:1                  |
| 1 Aus den drei Landesverbänden mit den meisten Herrenmannschaften im Spielbetrieb (Bayern, Niedersachsen, Westfalen) nahm zusätzlich der unterlegene Pokalfinalist am DFB-Pokal teil. 2 Da Osnabrück in die 2. Bundesliga aufgestiegen war, trugen die beiden unterlegenen Halbfinalisten TSV Havelse und VfL Wolfsburg II am 21. März ein Entscheidungsspiel um den zweiten Startplatz für Niedersachsen aus, das Havelse mit 3:1 für sich entscheiden konnte. 3 Anstatt der qualifizierten zweiten Mannschaft des 1. FC Magdeburg, trat der Verein mit der ersten Mannschaft im DFB-Pokal an. |                               |                                  |                                |                      |